# Nikolaus Graf zu Dohna-Schlodien

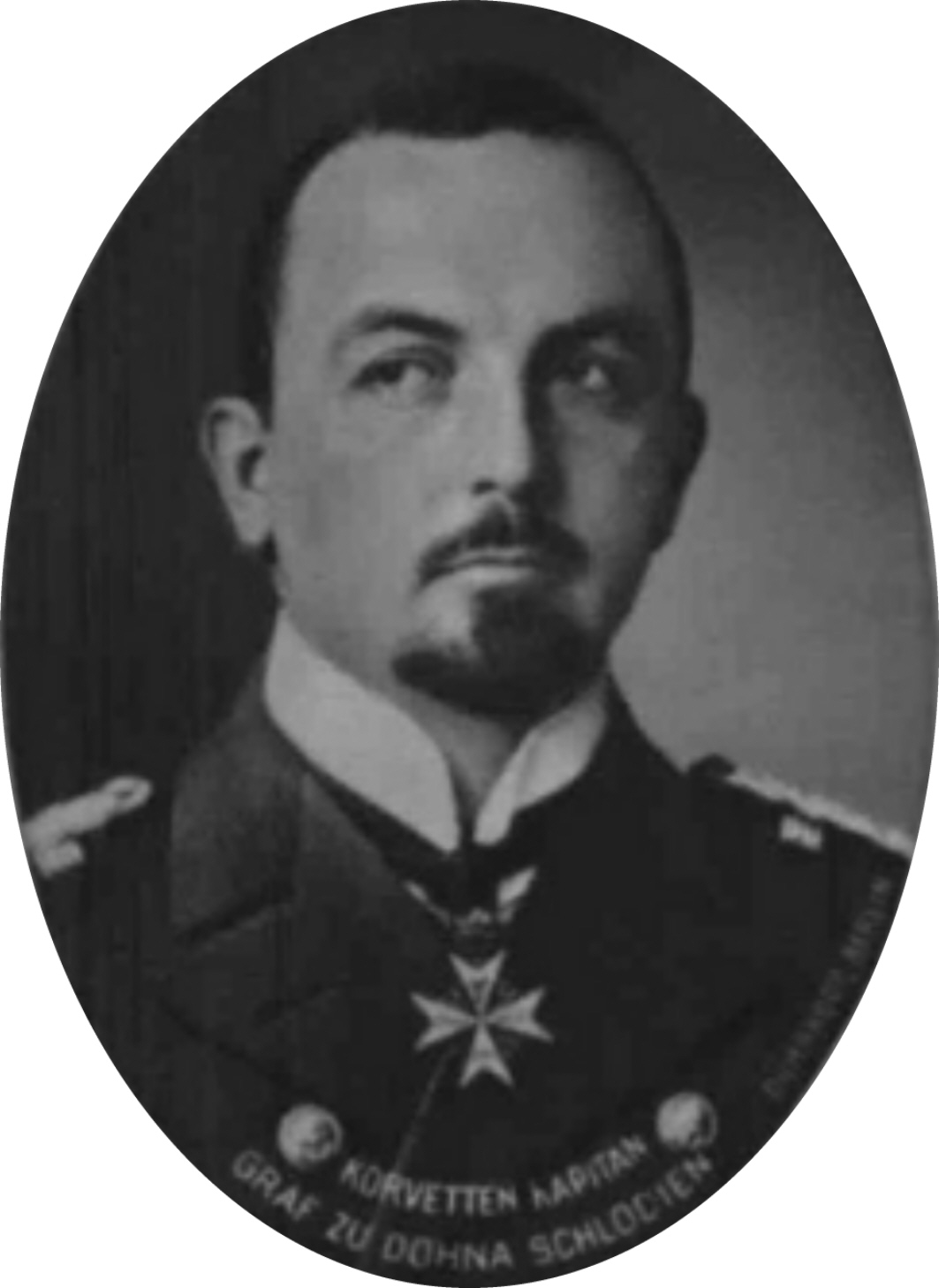
Nikolaus Graf zu Dohna-Schlodien, Porträtfoto von Rudolf Dührkoop

Nikolaus Burggraf und Graf zu Dohna-Schlodien (* 5. April 1879 in Mallmitz; † 21. August 1956 in Baierbach) war ein deutscher Marineoffizier, Führer eines Freikorps und Schriftsteller.

## Leben vor dem Ersten Weltkrieg
Nikolaus Burggraf und Graf zu Dohna-Schlodien stammte aus der weitverzweigten Adelsfamilie der Burggrafen zu Dohna. Sein Vater war der Kammerherr und Rittmeister Burggraf und Graf Alfred zu Dohna-Schlodien (1849–1907), Landesältester und Kreisdeputierter des Kreises Sprottau; seine Mutter war Margarethe von der Hagen (1845–1932).
Graf Nikolaus zu Dohna-Schlodien trat 1896 in die Kaiserliche Marine ein, wurde 1899 Leutnant zur See und 1902 Oberleutnant zur See. In der Zeit nach dem Boxeraufstand diente er von 1901 bis 1902 auf dem Kanonenboot Tiger, das in Ostasien stationiert war. Von 1910 bis 1912 war Dohna-Schlodien Kommandant des Flusskanonenboots Tsingtau.
Er wurde 1913 Navigationsoffizier auf dem Großlinienschiff Posen und noch vor Beginn des Ersten Weltkrieges zum Korvettenkapitän befördert.

## Erster Weltkrieg

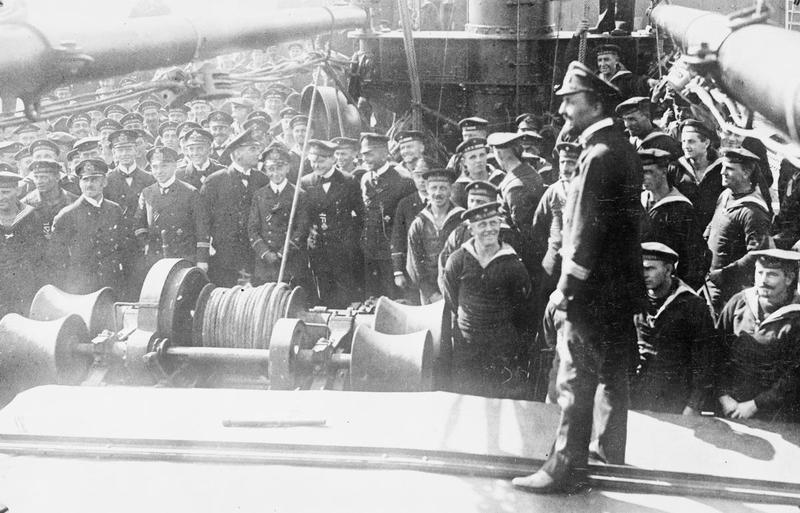
Dohna-Schlodien spricht im März 1917 in Kiel zu seiner Mannschaft an Bord der Möve

Der Bananenfrachter Pungo der Hamburger Reederei F. Laeisz wurde 1915 in Wilhelmshaven als Minenleger und Hilfskreuzer umgebaut. Während des Umbaus erhielt das Schiff die Bezeichnung H.D.10 für Hilfsdampfer 10. In Dienst gestellt wurde es als Hilfskreuzer Möve. Erster Kommandant des Hilfskreuzers wurde Korvettenkapitän Graf zu Dohna-Schlodien, der vorher die grundlegenden Umrüstungen geplant und weitere vorbereitende Maßnahmen angeordnet und überwacht hatte.
Auf der ersten Kaperfahrt von Dezember 1915 bis März 1916 versenkte die Möve Handelsschiffe mit 60.000 BRT und Kriegsschiffe mit 16.000 BRT. Am 15. Januar 1916 wurde der britische Passagierdampfer Appam in der Nähe der Kanaren durch die Möve aufgebracht. An Bord befanden sich auch 20 deutsche Zivilisten, darunter drei Frauen, acht Kriegsgefangene von der Schutztruppe aus Kamerun sowie Goldbarren aus südafrikanischen Minen im Wert von einer Million Mark. Ein Prisenkommando unter Führung von Leutnant zur See Hans Berg brachte die Appam quer über den Atlantik in die zu dem Zeitpunkt noch neutralen Vereinigten Staaten.
Von November 1916 bis März 1917 wurden auf einer zweiten Kaperfahrt der Möve im Atlantik 20 Schiffe mit insgesamt 120.000 BRT versenkt.
Am 10. Dezember 1916 traf die Möve im Atlantik 950 km südöstlich von Kap Race, Neufundland auf das britische 10.077-BRT-Dampfschiff Georgic (Baujahr 1895) von der White Star Line, das mit 1200 Pferden, Öl und Weizen an Bord auf dem Weg von Philadelphia nach Brest in Frankreich war. Die Georgic ignorierte die Signale mit der Aufforderung zu stoppen und setzte ihre Fahrt fort. Daraufhin eröffnete die Möve das Feuer, wobei ein Besatzungsmitglied der Georgic getötet wurde. 142 Offiziere und Mannschaften wurden gefangen genommen, an Bord der Möve gebracht und die Georgic anschließend versenkt. Mit dem ebenfalls gekaperten britischen Dampfer Yarrowdale und einer Prisenbesatzung wurden 400 Mann der Besatzungen der bisher versenkten Schiffe sowie 60 US-Bürger von der Georgic nach Swinemünde gebracht.
Dohna-Schlodien wurde nach seiner Rückkehr zum Flügeladjutanten Kaiser Wilhelms II. ernannt, der ihm folgendes Telegramm sandte:

„Ich heiße Sie und Ihre tapfere Besatzung von Herzen in der Heimat willkommen. In dankbarer Würdigung Ihrer Taten, die für alle Zeiten ein Ruhmesblatt meiner Marine bilden werden, ernenne ich Sie zu meinem Flügeladjutanten. Wilhelm I. R.“

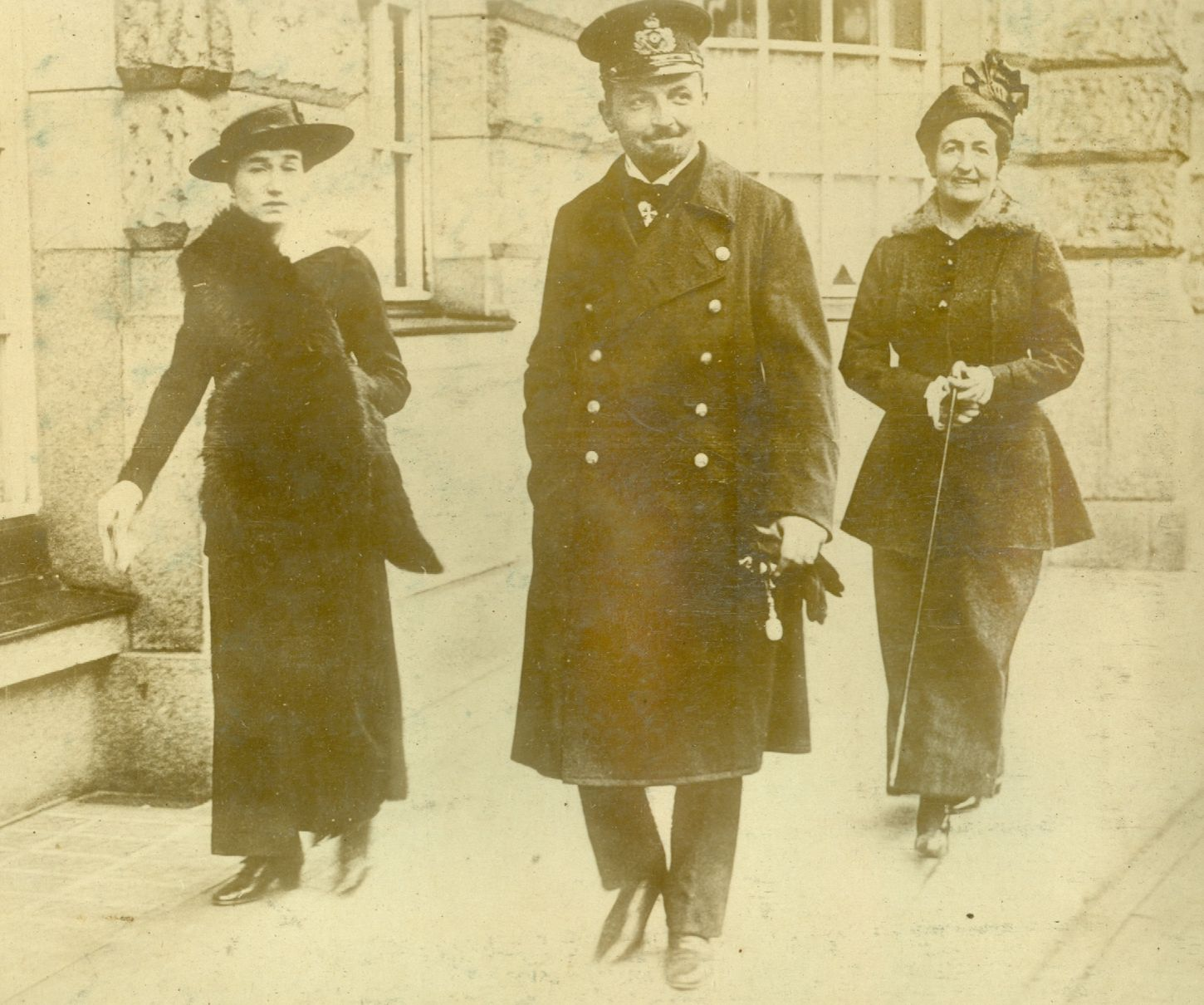
Nikolaus Graf zu Dohna-Schlodien vor dem Esplanada Hotel in Berlin

Nikolaus Graf zu Dohna-Schlodien war einer von zwei deutschen Offizieren des Ersten Weltkriegs, die die höchsten militärischen Auszeichnungen der fünf wichtigsten deutschen Länder erhielten: den preußischen Orden Pour le Mérite, den bayrischen Militär-Max-Joseph-Orden, den sächsischen Militär-Sankt-Heinrichs-Orden, den württembergischen Militär-Verdienstorden und den Militär-Karl-Friedrich-Verdienstorden des Staates Baden. Die Kommandanten und Besatzungen der Hilfskreuzer erhielten den Beinamen „Piraten des Kaisers“, damit waren die drei Hilfskreuzer Möve, Wolf unter dem Kommando von Fregattenkapitän Karl August Nerger, und Seeadler unter Kapitänleutnant Felix Graf von Luckner gemeint.

## Leben nach dem Ersten Weltkrieg
Nikolaus Graf zu Dohna-Schlodien bildete nach dem Ersten Weltkrieg ein Freikorps (Freikorps Dohna) und kämpfte in Oberschlesien gegen polnische Freischärler. 1919 nahm er als Korvettenkapitän seinen Abschied und ergriff in Hamburg den Kaufmannsberuf; ab Mitte der 1930er Jahre lebte er in Baierbach (heute Stephanskirchen) am Simssee in Oberbayern. 1956 starb er dort im Alter von 77 Jahren an einem Herzanfall. Er wurde noch zum Kapitän zur See befördert.

## Rezeption
Die Versenkung des Frachters Georgic mit 1200 Pferden an Bord fand Eingang in Karl Kraus’ Weltkriegsdrama Die letzten Tage der Menschheit (IV. Akt, 45. Szene), in dessen letztem Akt auch die getöteten Pferde auftreten (V. Akt, 55. Szene).

## Werke
- S. M. S. „Möwe“. Perthes, Gotha 1916
- Der Möwe zweite Fahrt. Perthes, Gotha 1917
- Der „Möwe“ Fahrten und Abenteuer. Erzählt von ihrem Kommandanten. Perthes, Stuttgart 1927 (Neuausgabe der Veröffentlichungen 1916 und 1917)